# Rodolphe Hottinguer
Barón Rodolphe Hottinguer (nacido en París en 1835 y fallecido en 1920) fue el primer hijo de Jean-Henri.
Al igual que su padre, cuando Rodolphe obtuvo la edad de 18 años salió de París en un viaje a Inglaterra. Regresó a París por un muy corto período antes de que fuese a otro viaje, esta vez destinado a América. Cuando regresó de los Estados Unidos obtuvo gran éxito en el mundo financiero. Su primera parada sería Constantinopla, donde vínculo Hottinger & Cie con todas las grandes familias bancarias en Europa. Durante este tiempo fundó el Banco Otomano. Debido a esto, seríz personalmente felicitado por el sultán y fue hecho "Gran Vizier".
Durante su tiempo, el banco desempeñó un importante papel en los grandes proyectos de desarrollo en Francia y en otros lugares de Europa: los primeros ferrocarriles-Barón Rodolphe fue Vicepresidente de Chemins de fer de París a Lyon y a la Méditerranée, y su retrato, junto a la de Sarah Bernhardt, todavía forma parte del fresco representando numerosas personalidades de la época en el famoso restaurante Train Bleu en la Gare de Lyon en París- la creación de las grandes de fábricas y empresas de servicios, y el cofundación de la banca y las compañías de seguros.
La labor de Barón Rodolphe durante este tiempo protegió al Banco Hottinguer durante malos tiempos de la guerra de 1870 y la Gran Guerra. Cuando cumplió la edad de 83 años le otorgó confianza del Banco a su hijo Henri.